# Позднеева, София Дмитриевна
Софи́я Дми́триевна Поздне́ева (род. 14 мая 1915, Петроград, Российская империя — 4 октября 1980, Ленинград, СССР) — советский музыкальный педагог, пианистка.

## Биография
София родилась 14 мая 1915 года в Петрограде в семье выдающегося востоковеда Дмитрия Матвеевича Позднеева (1865—1937) и его второй жены Александры Антоновны (Алисы Клары Ольги) Зинайбергер-Глюк (1879—1938). Мать Софии Дмитриевны была дочерью венгра Антона Глюка, соратника Лайоша Кошута, эмигрировавшего в Россию после подавления Венгерской революции 1848—1849 гг. В семье было шестеро детей: дочь Анна от первого брака Д.М. Позднеева с Любовью Яковлевной Соколовой, три дочери Вера, Любовь и София, сыновья Дмитрий и Антон - от второго. 
В 1932 году окончила Петришуле (в то время 41-ю советскую трудовую школу). Одновременно с 1928 по 1934 год училась в Ленинградском музыкальном техникуме им. Н. А. Римского-Корсакова.

### 1937—1938: Репрессии против семьи
В 1937—1938 гг. семья попала под маховик сталинских репрессий. В 1937 году был арестован и расстрелян Дмитрий Матвеевич Позднеев, работавший накануне ареста консультантом Государственного музея этнографии. После ареста мужа тяжело заболела и в 1938 году умерла Александра Антоновна; не желая быть в тягость родным, ушёл из семьи и пропал без вести брат Дмитрий. В этом же году были арестованы и расстреляны брат Антон и муж старшей сестры Веры Марк Семенович Плотников, советский военный деятель.
В 1939 году София Позднеева окончила Ленинградскую государственную консерваторию по классу С. И. Савшинского. В 1939—1940 гг. работала концертмейстером в Доме культуры им. А. М. Горького, вела кружок фортепиано и преподавала музыку в школе № 33 Октябрьского района.

### 1941—1945: Великая Отечественная война
В августе 1941 года вместе со старшей сестрой Анной эвакуировалась в Ташкент, где работала в швейной артели и в госпиталях, окончила курсы медсестёр. В одном из госпиталей познакомилась со своим будущим мужем, командиром сапёрной роты Петром Емельяновичем Нименко, военноослепшим. Вместе с мужем в 1944 году переехала в Пржевальск, а затем в г. Тараща Киевской области, где работала аккомпаниатором в домах культуры и руководителем кружка в детском доме.

### Педагогическая деятельность
После возвращения в Ленинград (1945) в течение 9 лет преподавала в Ленинградской музыкальной школе слепых инвалидов Отечественной войны (1945—1954), в детских музыкальных школах Сталинского (Выборгского) и Фрунзенского районов.
В августе 1957 года возглавила только что образованную Детскую музыкальную школу № 11 Свердловского (ныне Василеостровского) района, которая под её руководством стала одной из лучших музыкальных школ города. Помогала в трудоустройстве музыкантам-инвалидам: в школе преподавал специальное фортепиано Константин Константинович Рогинский, выдающийся пианист, в 1941 г. ушедший добровольцем на фронт и получивший ранение рук; преподавателем по классу баяна и аккордеона был незрячий музыкант Евгений Петрович Вишняков.
В 1960-е гг. возглавляла Совет по эстетическому воспитанию Отдела культуры Василеостровского райисполкома, вела большую культурно-просветительскую работу. Награждена медалью «За доблестный труд. В ознаменование 100-летия со дня рождения В. И. Ленина» (1970), значком «За отличную работу» Министерства культуры СССР и ЦК Профсоюза работников культуры (1971), грамотой Главного управления культуры Исполкома Ленгорсовета (1973). В 1973 году была представлена к званию «Заслуженный работник культуры РСФСР», но Ленинградский Горком КПСС выступил против. В 1973 году перешла на педагогическую работу.

## Смерть
Умерла 4 октября 1980 года, похоронена в посёлке Громово Приозерского района Ленинградской области.

## Семья
- Отец — Дмитрий Матвеевич Позднеев (1865-1937), востоковед;
- Сестра — Анна Дмитриевна Кабанова (1899—1980);
- Сестра — Любовь Дмитриевна Позднеева (1908—1974), синолог, переводчик;
- Сестра — Вера Дмитриевна Плотникова (1906—1943), востоковед-японист, переводчик, преподаватель Военной Академии им. Фрунзе;
- Брат — Дмитрий Дмитриевич Позднеев (1909—1937?);
- Брат — Антон Дмитриевич Позднеев (1912—1938).

## Адреса
- Ленинград, ул. Рубинштейна, д.15

- Ленинград, Дмитровский пер., д.15

## Память
В Детской музыкальной школе № 11 Василеостровского района Санкт-Петербурга (Санкт-Петербург, наб. Лейтенанта Шмидта, д. 31) у кабинета, где работала С. Д. Позднеева, установлены мемориальная табличка и портрет.